# Juan Coffi
Juan Alberto Esteves-Garcia Coffi (Barcelona, 7 de agosto de 1998) es un baloncestista hispano-ecuatoguineano que juega como base para el club CB Clavijo de la Liga LEB Oro. Mide 1,93 metros y ha jugado también para las universidades estadounidenses de Bridgeport y de Christian Brothers y para el Club Bàsquet Prat en la Liga LEB Oro.

## Trayectoria deportiva
Nacido en Barcelona de padres ecuatoguineanos, Juan Coffi es un base formado en el SESE Barcelona y CB L'Hospitalet que jugó en edad junior en la Canarias Basketball Academy durante la temporada 2014-15. Más tarde, se marcharía a Estados Unidos para jugar durante tres temporadas en la JUCO con los Tigers de Marshalltown, del Marshalltown Community College, desde 2016 a 2019. 
En la temporada 2018-19, la última con los Tigers de Marshalltown, promedió 9 puntos, 6,9 rebotes y 2,8 asistencias en 26,1 minutos, jugando 29 de los 30 partidos de que disputó como titular.
En la temporada 2019-20, ingresa en la Universidad de Bridgeport en Connecticut, para jugar en los Bridgeport Purple Knights de la NCAA División II.
En la temporada 2020-21, firma por Christian Brothers Bucs de la NCAA División II.
El 2 de agosto de 2021, firma por el Club Bàsquet Prat para disputar la Liga LEB Oro.
El 20 de agosto de 2022, firma por el CB Clavijo de la Liga LEB Plata.